# Ludwig Matthias Anton Brammer
Ludwig Matthias Anton Brammer (* 1774 in Itzehoe; † 1847 in Altona) war ein deutscher Maler.

## Leben
Die Vorfahren Ludwig Matthias Anton Brammers sind nicht bekannt. In den 1790er Jahren zog der gebürtige Itzehoer nach Altona, wo er eine Ausbildung im Handelsgeschäft von Hinrich Dultz begann. Dultz beschrieb ihn eher als Literaten, der „eigentlich bei der Feder hergekommen“ sei. 1803 heiratete Brammer Dultz Tochter Metta, mit der er zwei Söhne und drei Töchter bekam. Später erwarb er Anteile am Unternehmen seines Schwiegervaters und war zeitweilig ein vermögender Geschäftsmann.
Das von Brammer mitgeführte Handelshaus erlitt 1808 einen wirtschaftlichen Einbruch und musste 1825 Konkurs anmelden. Brammer gründete danach eine Fabrik für Fischbein, später eine Fabrik für Zigarren, hatte jedoch mit beiden Firmen wenig Erfolg. Mitunter unterrichtete er Zeichnen und versuchte, so sein Einkommen zu verbessern. Sein Leben war von häufigen Wohnungswechseln geprägt. Er hinterließ bei seinem Tod nur ein geringes Vermögen.

## Wirken als Maler
Neben der Arbeit betätigte sich Brammer als dilettantischer Maler. Er lernte insbesondere bei Anton Dusch, aber auch bei Friedrich Rosenberg und Jes Bundsen. Seinem Sohn Hermann Ferdinand Brammer lehrte er selbst die Malerei.
Brammer wählte vorwiegend heimatkundliche Motive und nahm an zahlreichen Kunstausstellungen in Altona und Hamburg teil. Als bestes Werk gilt ein Selbstbildnis in Öl.

## Werke
Zu den bekannten Ölgemälden Brammers gehören:
- Ein Selbstbildnis, datiert auf 1807, das im Altonaer Museum zu finden ist.
- Mehrere kleine „Mondscheinbilder“.
- Eine Kalkbrennerei südlich von Neumühlen, gemalt vermutlich 1838.
- Einen „Blick auf Blankenese mit Süllberg“, gemalt 1831.
- Ein Ölgemälde des Hamburger Brands von 1842.
- Eine „Ansicht aus dem Flottbeker Park“ in Öl, 1845
- Eine „Ansicht des Plöner Sees mit Schloss“ in Öl, 1846
- Darüber hinaus werden ihm zwei um 1835 gemalte Ansichten der Knabenerziehungsanstalt Nienstedten zugeschrieben.

Neben den Gemälden erstellte Brammer Lithografien. Gemeinsam mit Heinrich Berger zeichnete er Flottbecks Park mit Teufelsbrück. 1831 und 1832 erstellte er neun kleine Federzeichnungen von Landschaften.